# Faussebraye

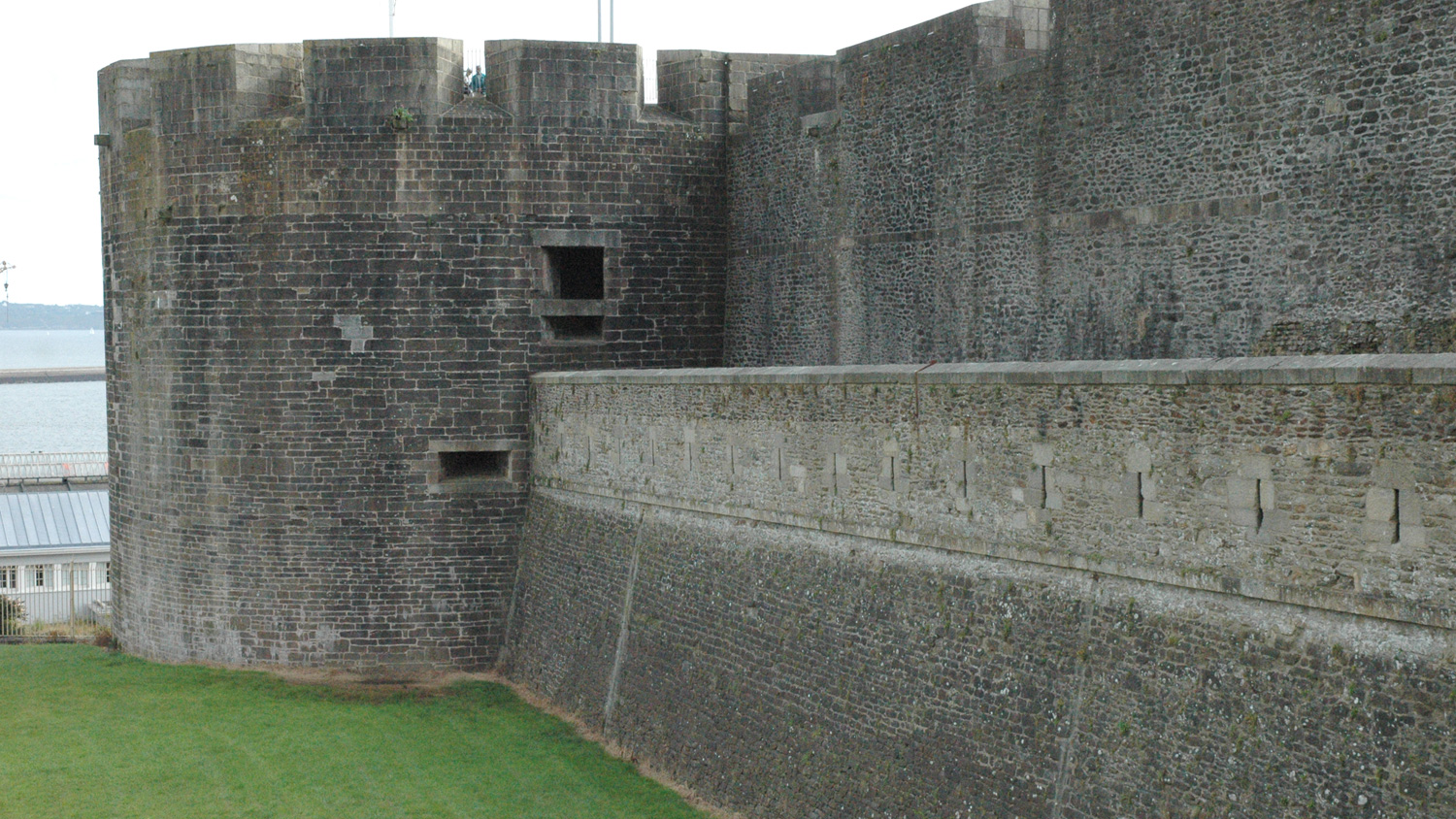
Faussebraye zamku Brest

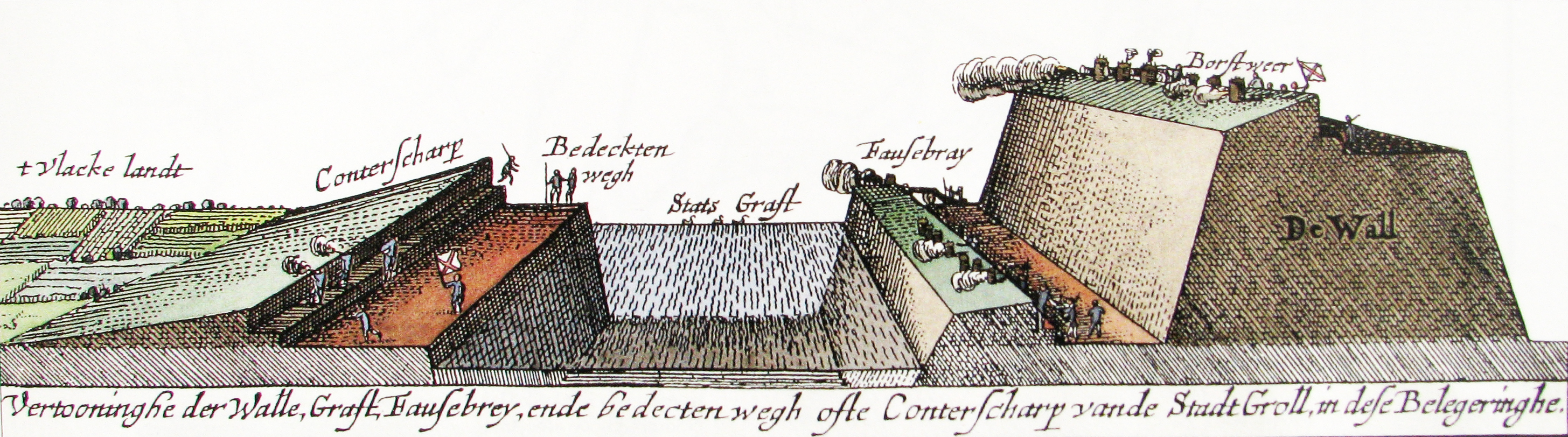
XVII-wieczna ilustracja pokazująca przekrój pionowy fortyfikacji Groenlo. Od lewej: przeciwskarpa, covertway, rów obronny, faussebraye oraz główny mur obronny.

Faussebraye (wł. falsa braga) jest to mur obronny, ulokowany na zewnątrz głównego muru fortyfikacji. Jest on niższy niż mur główny, i poprzedzony jest rowem obronnym. W fortyfikacjach greckich i bizantyjskich faussebreye jest znane jako proteichisma.